# 孫毓筠
孫毓筠（1869年—1924年），字少侯，安徽省鳳陽府寿州大柳树人，中华民国政治人物。

## 生平

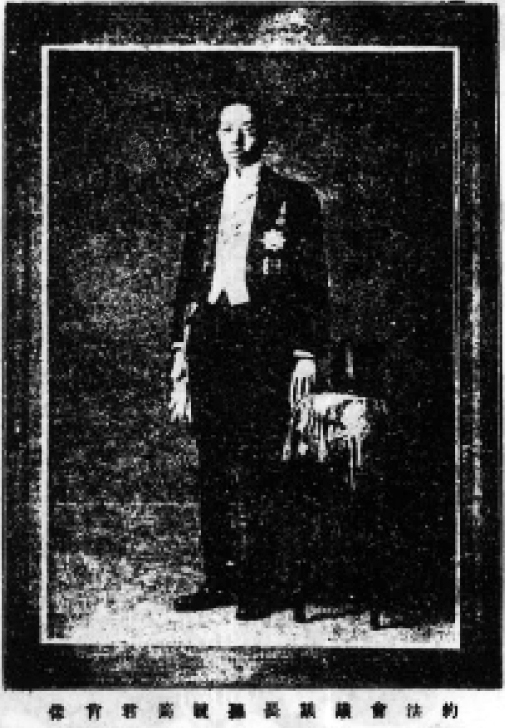
约法会议议长孫毓筠君肖像

孫毓筠的叔祖是孙家鼐。他是清朝廪贡生，直隶补用道。1905年，孫毓筠受吴樾谋刺出洋考察政治五大臣事件的感召，决心参加革命，東渡日本，1906年，他在东京加入中国同盟會，捐献大笔金钱给同盟会。1906年，萍浏醴起义爆发，孙回國，在長江流域各地運動新軍。后在南京被捕入獄，供述称“只谈政治革命，不唱种族革命”，两江总督端方遂替孙毓筠开脱了大逆不道的罪名，仅判处五年的监禁。1911年（宣統3年）辛亥革命中，他被革命派救出，任江浙聯軍总部副秘書長。
1911年12月2日，安徽臨時参事會選舉孫毓筠為安徽省军政府都督，聘陳獨秀為秘書長。1912年1月2日孙毓筠就职，正式成立皖省军政府。1912年4月，孙毓筠请辞，5月3日柏文蔚到安庆接任都督。7月，他被北京方面召还。此后他当选参议院议员，定居北京，历任北京政府政治会議議員、總統府高等顧問。1914年（民国3年）3月18日，約法会議开幕，他当选約法会議議長。1914年5月，他改任参政院参政，组织憲政研究会。
1915年（民國4年）8月，他與楊度、嚴復、劉師培、李燮和、胡瑛等人發起「籌安會」，孫毓筠為副理事長，鼓吹帝制。護國戰爭爆發，孫毓筠見滇、黔、桂、粵、浙五省獨立，袁世凱稱帝失敗，1916年（民國5年）4月12日，以患病為借口，辞去参政一職，逃到天津。7月14日，黎元洪下令通缉他和楊度等8人。1918年（民国7年）3月，他获得特赦。
1924年（民国13年），他应河南督理胡景翼的邀请到開封，后来在开封病逝。享年53岁。